# Ray-Ban Wayfarer

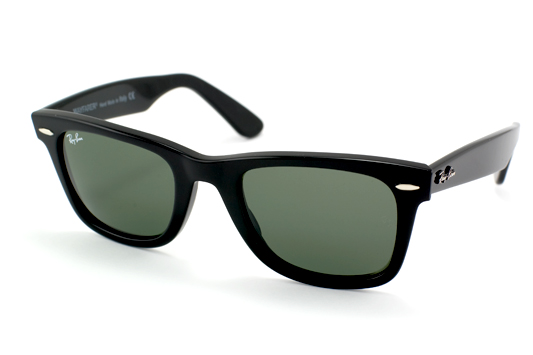
Ray-Ban Wayfarer

I Ray-Ban Wayfarer sono degli occhiali da sole prodotti dall'azienda Ray-Ban dal 1952.

## Descrizione
Il loro design è stato una rottura rivoluzionaria rispetto agli occhiali di metallo del passato, godendo di grande popolarità negli anni cinquanta e sessanta, perdendola poi nel corso degli anni settanta.
Nel 1982 un'operazione di product placement ha poi portato i Wayfarer ai loro picchi di popolarità e a metà degli anni 2000 hanno conosciuto un'ulteriore rinascita.

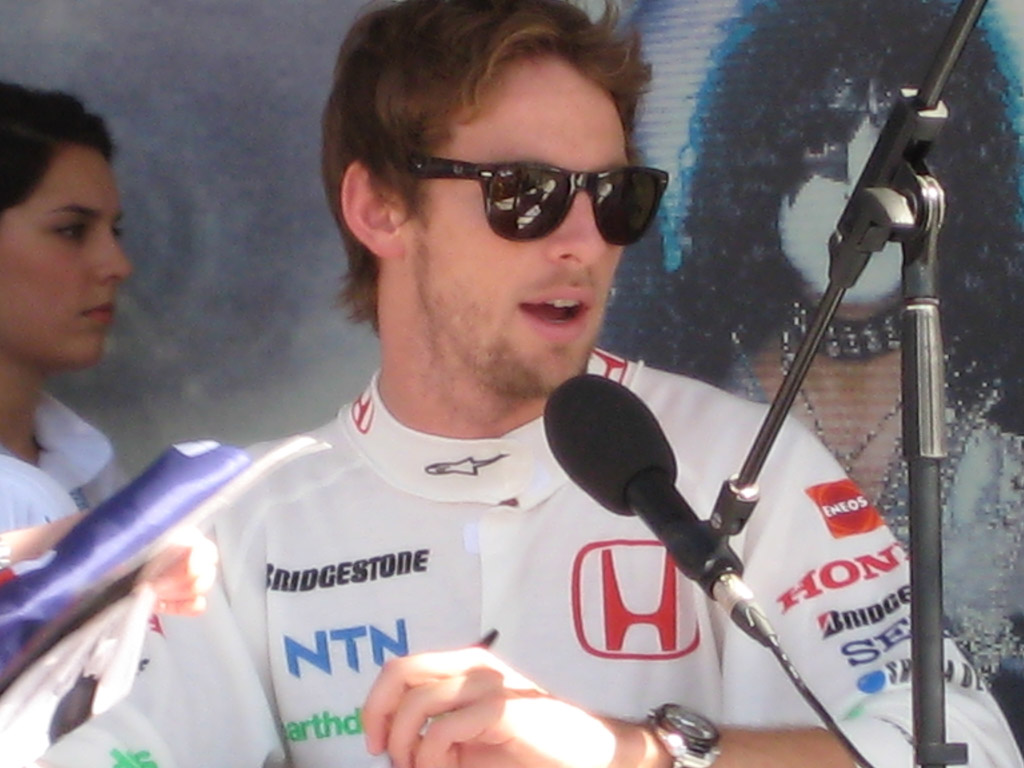
Jenson Button che indossa un paio Wayfarer

I Wayfarer vengono a volte citati come il modello più venduto nella storia degli occhiali da sole e sono considerati un classico del design moderno e una delle icone della moda più duraturo del XX secolo.